# Baissea multiflora
Baissea multiflora är en oleanderväxtart som beskrevs av A.Dc.. Baissea multiflora ingår i släktet Baissea och familjen oleanderväxter. Inga underarter finns listade i Catalogue of Life.